# Джатін Дас
Джатін Дас (*ଯତୀନ ଦାସ, 1941 ) — сучасний індійський художник, скульптор, поет, громадський та культурний діяч.

## Життєпис
Народився у 1941 році у м. Баріпада (Орісса). тут отримав середню освіту. Після цього у 1957 році поступив до художньої школи Джей-Джей, де навчався малюваню до 1962 року. Після цього він почав брати участь у художніх виставках, як на національному, так і на міжнародному рівні. Провів більше 68 персональних виставок, брав участь у 1971 році в бієнале в Парижі та у 1978 році — Венеції, виставці у Кесселі у 1975 році.
Є радником багатьох урядових і приватних організацій, зокрема Ради семи північно-східних штатів Індії для Фестивалю Індії в Росії (1987–1988 роки), Музею народного мистецтва, уряду Орісси (1965–1989 роки), сільського індійської комплексу «Азія-72». Він засновник й голова Центру мистецтв, який зводиться у штаті Орісса. Викладав в ісламському університеті Джамія Мілія.
Згідно програм культурного обміну багато подорожував Європою, Близьким Сходом і Великою Британіє. Дас є членом Генеральної ради, Академії Лаліт Кала, Державний Академії Лаліт Кала в Оріссі, Комісія міської мистецтва у Нью-Делі , Філателістичного консультативного комітету, Північно-центрального зонального культурного центру, Ради керівників Делійського університету. Він був у журі Національного кінофестивалю.
У 2012 році отримав нагороду Падма Бхушан. Живе та працює у Нью-Делі.

## Творчість
Практичне уся діяльність присвячена відображеню людських фігур, особливо в русі. Д.Дас працює олією, акварелю, тушшю, графікою і олівцем Конте. Відомі роботи «Чоловік-Жінка», «Працююча жінка». також працює у фресці, стіному та монументальному живописі.
Автор численних скульптур жінок, виконав металеву композицію для туристичного комплексу Годал (на замовлення уряду штату Харьяна в 1974 році). У 1995 році він завершив свою найбільшу скульптуру зі сталі (близько 9 м) для Бхілайского металургійного комбінату.
У 1960-х роках заснував Поетичне товариство у Делі. У 1964 році віршований твір «Його поеми» були опубліковані у Калькутті.